# Hausheide
Die Hausheide ist mit 441,4 m ü. NN neben dem gleich hohen Lippischen Velmerstot die dritthöchste Erhebung des Eggegebirges in Deutschland. 
Ihre bewaldete Bergkuppe erhebt sich auf der Gemeindegrenze zwischen Altenbeken (mit Ortsteilen Schwaney und Buke; Kreis Paderborn) und Bad Driburg (Kreis Höxter) etwa 2 km westlich der Driburger Innenstadt. Ihr Gipfel liegt knapp  auf Altenbekener Gebiet. Etwa 1,4 km östlich der Hausheide befinden sich die Ruinen der Iburg. Um 1900 gab es auf dem Gipfel einen hölzernen Aussichtsturm. Während des Kalten Krieges unterhielt das 43. belgische Artilleriebataillon mit Stützpunkt in Brakel von 1963 bis 1993 eine mobile Flugabwehrraketenstellung vom Typ MIM-23 HAWK in Hausheide.